# Die Spielbude
Die Spielbude war eine Fernsehsendung, die von 1982 bis 1989 in der ARD lief.

## Sendung
Die Sendung wurde beim NDR in Hamburg produziert. Teilweise wurden auch Sendungen an Drehorten außerhalb des Studios in Hamburg und Umgebung aufgenommen, wie etwa in Hagenbecks Tierpark, im Eissportzentrum Timmendorf, im Schwimmbad Badlantic in Ahrensburg oder – häufiger – aus der Diskothek Mic Mac in Moisburg. Die Ausgaben am 23. Juli 1986 sowie am 3. August 1988 wurden auf Mallorca aufgenommen, letztere im Robinson Club.
Die Sendung, die meist an einem Wochentag nachmittags gesendet wurde, oft am Dienstag oder Donnerstag um 16.55 Uhr, kombinierte Unterhaltungsangebote und Spiele für Kinder. Dabei traten auch zahlreiche bekannte Musiker und Bands auf. Insbesondere viele Künstler der Neuen Deutschen Welle waren anfangs zu sehen. Die deutsche TV-Premiere war am 12. Mai 1982 in der ARD mit Moderatorin Gina Stephan. In den folgenden Jahren moderierten auch Mario Stephan, Monika Pohlmann, Frank Zander und Jutta Kretschmer. Werner Schlichting war Sprecher der übellaunigen Figur „Miesling“. Schlichting zeichnete mindestens zeitweise auch für Redaktion und Regie verantwortlich. Der Miesling trat, unter anderem gemeinsam mit Frank Zander, auch in weiteren Sendeformaten auf, etwa in Spaß am Dienstag. Die 74. und letzte Ausgabe der Spielbude wurde am 21. Dezember 1989 gesendet.
1988 erschien bei PolyGram mit Eure Hits …Das Beste aus der NDR-Spielbude auch eine Kompilation mit Hits aus der Sendung als Langspielplatte. Darauf war auch der Miesling-Song enthalten (Miesling (Vermiese mir die miese Laune nicht)), der von Klaus Büchner (Torfrock) geschrieben wurde.